# 李夢穎
李夢穎（1991年12月12日—），寧夏銀川人，中國内地女演員、主持人、歌手，畢業於上海應用技術學院。2016年簽約上海劇合影視文化有限公司。

## 經歷
2013年，參加上海第六季可果美校園女生大賽獲得冠軍。
2014年6月7日，參加優酷綜藝節目《男神女神》獲得第一季冠軍。
2014年8月，主持優酷《女神節目單》綜藝節目。
2014年9月9日，參加“2014時尚運動嘉年華——攜手公益明星買一善一”公益接力活動。
2015年5月，成為優酷電視劇頻道節目《劇能扯放膽噴》主持人。

### 歌唱事業
2015年5月，成為NGirls組合一員，發表單曲《女神啾啾啾》。
2015年5月28日，參加“2015華語金曲獎”獲“華語新勢力”獎。

### 戲劇事業
2014年8月與導演叫獸易小星、演員白客合作出演網絡劇《萬萬沒想到第二季》，出演天使等角色。2015年2月，參演網絡劇《心碎急診室》。同年，參演仙劍之父姚壯憲親自監製的跨次元互動網劇《仙劍客棧》，6月10日，李夢穎客串搜狐出品的網絡劇《屌絲男士》第四季。

## 網路劇
- 2014年：《萬萬沒想到第二季》 飾 天使、貼膜女神
- 2015年：《傳奇酒館》 飾 夏野菊
- 2015年：《你是豬麼》 飾 貝貝
- 2015年：《報告老闆之豪言壯旅》 飾 蘇米
- 2015年：《心碎急診室》 飾 刑芳
- 2015年：《仙劍客棧》 飾 韓菱紗
- 2015年：《屌絲男士第四季》 飾 舔飯粒女神
- 2017年：《林子大了》 飾 李婉珍
- 2018年：《幽蘭湖之御廚駕到》飾 仪妃/白辛
- 2019年：《竹馬鋼琴師》 飾 墨以然
- 2022年：《这个杀手不改需求》(網絡短剧) 飾 邱忘言
- 2023年：《择君记》飾 绿莺
- 2023年：《鱼生知有你》
- 2024年：《我的少年时代》飾 郭婷
- 2024年：《去吃饭伐》飾 米雅
- 2024年：《四方馆》 飾 凌霄
- 2024年：《大奉打更人》飾 苏苏
- 待播：《西西弗斯的料理》 飾 小夏[8]

## 電視劇
- 2015年：《我的鬼基友》 飾 小龍女[9]
- 2022年：《致勇敢的你》 飾 林飛兒
- 待上映：《南煙齋筆錄》 飾 陸馜[10]

## 電影
- 2014年：《 佛山無影林凌七》 飾 李夫人
- 2017年：《古墓奇譚》 飾 清朝後人
- 2020年：《耀眼的你》(網絡電影)
- 2022年：《封神楊戩》飾 鹿子袍
- 2024年：《青丘缘起》(網絡電影)